# Зігурдс Ланка
Зігурдс Ланка (латис. Zigurds Lanka; нар. 21 травня 1960) — латвійський шахіст і шаховий тренер, гросмейстер від 1992 року.

## Шахова кар'єра
Перших успіхів на міжнародній арені почав досягати в середині 1980-х років. 1986 року поділив 1-ше місце на турнірі B у Трнаві, а два роки по тому, в цьому самому місті, переміг на турнірі C. У наступних роках досягнув низки успіхів, зокрема, в таких містах, як: Верфен (1989, поділив 1-місце разом із, зокрема, Олександром Шнейдером), Канни (1992, поділив 1-місце разом з Йожефом Хорватом і 1995, поділив 2-ге місце разом з Мішо Цебало, позаду Володимира Лазарєва), Рига (1993, чемпіонат Латвії, посів 1-ше місце), Келіменешті (1993, посів 1-ше місце), Женева (1993, поділив 1-місце разом з Юрієм Разуваєвим), Циллерталь (1993, посів 2-ге місце позаду Геральда Гертнека і 1997, поділив 2-ге місце позаду Дражена Сермека, разом з Іваном Фараго), Оберварт (1998, поділив 1-ше місце разом з В'ячеславом Ейнгорном, Костянтином Лернером, Ніколаусом Штанецом, Огнєном Цвітаном і Вальтером Віттманном), Гамбург (2000, разом із, зокрема, Джонні Гектором, Доріаном Рогозенком та Іваном Фараго), Париж (2000, поділив 1-ше місце разом із, зокрема, Ігорем Глеком, Джоелем Лотьє, Андрієм Щекачовим і Младеном Палацом), Гронінген (2002, 1-ше місце), Лігниця (2004, поділив 1-ше місце разом з Яцеком Стопою), Гамбург (2005, посів 1-ше місце), Кіль (2005, поділив 1-місце разом з Давідом Барамідзе і 2007, поділив 1-місце разом з Михайлом Копиловим і Гамбург (2008, поділив 1-місце разом з Ахмедом Адлі і Доріаном Рогозенком).
У 1990-х роках належав до основних гравців збірної Латвії: двічі (1992, 1994) взяв участь у шахових олімпіадах, тричі (1992, 1997, 1999) у командній першості Європи, а в 1993 році — в командному чемпіонаті світу.
Найвищий рейтинг Ело в кар'єрі мав станом на 1 січня 1997 року, досягнувши 2575 очок займав тоді 2-ге місце (позаду Едвінса Кеньгіса) серед латвійських шахістів.

## Родина
Дружина — Сербіна Ніна, українська радянська легкоатлетка-стрибунка у висоту.

## Зміни рейтингу
| На цьому місці має відображатися графік чи діаграма, однак з технічних причин його відображення наразі вимкнено. Будь ласка, не видаляйте код, який викликає це повідомлення. Розробники вже працюють для того, щоби відновити штатне функціонування цього графіка або діаграми. | |
| | На цьому місці має відображатися графік чи діаграма, однак з технічних причин його відображення наразі вимкнено. Будь ласка, не видаляйте код, який викликає це повідомлення. Розробники вже працюють для того, щоби відновити штатне функціонування цього графіка або діаграми. |